# Pararhagadochir tenuis
Pararhagadochir tenuis is een insectensoort uit de familie Archembiidae, die tot de orde webspinners (Embioptera) behoort. De soort komt voor in Bolivia en Brazilië.
Pararhagadochir tenuis is voor het eerst wetenschappelijk beschreven door Enderlein in 1909.